# Katarzyna Kulczyńska
Katarzyna Czesława Kulczyńska – polska geograf, dr hab. nauk społecznych, adiunkt Wydziału Geografii Społeczno-Ekonomicznej i Gospodarki Przestrzennej Uniwersytetu im. Adama Mickiewicza w Poznaniu.

## Życiorys
W 2002 r. obroniła pracę doktorską pt. Zmiany przestrzenne i strukturalne przemysłu na obszarach wiejskich w województwie wielkopolskim, której promotorem był prof. Henryk Rogacki, w 2020 r. habilitowała się na podstawie pracy zatytułowanej Zachowania przestrzenne konsumentów w miastach podzielonych polsko-niemieckiego i polsko-czeskiego obszaru przygranicznego. Została zatrudniona na stanowisku adiunkta na Wydziale Geografii Społeczno-Ekonomicznej i Gospodarki Przestrzennej Uniwersytetu im. Adama Mickiewicza w Poznaniu.
Jest członkiem Rady Dyscypliny Naukowej –  Geografii Społeczno-Ekonomicznej i Gospodarki Przestrzennej Uniwersytetu im. Adama Mickiewicza w Poznaniu.